# 酒井孝之
酒井 孝之（さかい たかゆき、1990年9月29日 - ）は、日本のプロボクサー。富山県上市町出身。花形ボクシングジム所属。かつては協栄ボクシングジム、コパン星野ジム
に所属していた。

## 人物
亀田三兄弟に憧れて、高校からボクシングを始めた。
上市高校卒業後、明治大学に進学。なお明治大学時代、ボクシング部主将を務めた。

## 来歴
2015年3月29日に刈谷市あいおいホールで行われた「中日本新人王予選」にて山口鉄也とスーパーライト級4回戦を戦い、4回0-1（39-39x2、38-39）引き分けでデビュー戦を白星で飾ることが出来なかったが、7か月後の試合で4回判定勝ちでプロ初勝利を挙げた。
そして2016年8月7日に刈谷市あいおいホールで行われた「中日本新人王決勝」にてミゲル・オカンポとライト級4回戦を戦い、4回0-3（37-38×3）判定負けでプロ初黒星を喫した。2017年6月、協栄ボクシングジムに移籍。
その後3連勝して2018年12月22日に大阪府立体育会館第二競技場で行われた「第78回ドラマチックボクシング」にて東洋太平洋ライト級14位のアンポン・スリヨーと戦い、5回2分58秒TKO勝ちを収めた。なおこの勝利でOPBFの発表した最新ランキングで初めてライト級東洋太平洋ランク入りを果たす。
2020年7月、花形ボクシングジムに移籍。
2020年10月30日、後楽園ホールで日本ライト級8位の宇津木秀と対戦し、2回58秒TKO負けを喫した。

## 戦績
- プロボクシング - 14戦9勝3敗2分（6KO）

| 戦           | 日付           | 勝敗 | 時間    | 内容    | 対戦相手                     | 国籍       | 備考                                                   |
| ------------ | -------------- | ---- | ------- | ------- | ---------------------------- | ---------- | ------------------------------------------------------ |
| 1            | 2015年3月29日  | 引分 | 4R      | 判定0-1 | 山口鉄也(蟹江)               | 日本       | プロデビュー戦・2015年中日本スーパーライト級新人王予選 |
| 2            | 2015年10月17日 | 勝利 | 4R      | 判定3-0 | 岩本翔平（タキザワ）         | 日本       |                                                        |
| 3            | 2015年12月31日 | 勝利 | 4R 1:20 | TKO     | 来山悠一（花形）             | 日本       |                                                        |
| 4            | 2016年8月7日   | 敗北 | 4R      | 判定0-3 | ミゲル・オカンポ(緑)         | フィリピン | 2016年中日本ライト級新人王決勝戦                       |
| 5            | 2016年10月10日 | 勝利 | 1R 0:58 | TKO     | 瀧澤優太（REBOOT）           | 日本       |                                                        |
| 6            | 2016年12月31日 | 引分 | 4R      | 判定1-1 | 赤岩俊(マナベ)               | 日本       |                                                        |
| 7            | 2017年4月23日  | 勝利 | 6R      | 判定2-0 | 稲垣秀一 (松田)              | 日本       |                                                        |
| 8            | 2018年4月2日   | 勝利 | 1R 2:20 | TKO     | 森田陽(M.T)                  | 日本       |                                                        |
| 9            | 2018年5月5日   | 勝利 | 1R 2:09 | TKO     | アディサイ・チャンタン       | タイ       |                                                        |
| 10           | 2018年11月12日 | 勝利 | 5R 1:38 | TKO     | 上村優（ドリーム）           | 日本       |                                                        |
| 11           | 2018年12月22日 | 勝利 | 5R 2:58 | TKO     | アムポン・スリヨー           | タイ       |                                                        |
| 12           | 2019年4月1日   | 勝利 | 8R      | 判定3-0 | 高田朋城（ワールドスポーツ） | 日本       |                                                        |
| 13           | 2019年8月23日  | 敗北 | 4R 0:43 | TKO     | 粕谷雄一郎（角海老宝石）     | 日本       |                                                        |
| 14           | 2020年10月30日 | 敗北 | 2R 0:58 | TKO     | 宇津木秀（ワタナベ）         | 日本       | A級トーナメント予選                                    |
| テンプレート |                |      |         |         |                              |            |                                                        |